# Fama Reyane Sow
Fama Reyane Sow est une réalisatrice, scénariste et productrice franco-sénégalaise. Elle réside à Dakar.

## Biographie
Ayant grandi dans une famille d'artistes, Fama s'intéresse aux beaux-arts et à la nature. Son père et sa mère furent respectivement musicien et danseuse. À 17 ans, elle s'intéresse principalement au cinéma, notamment l'écriture. Parmi ses œuvres, elle écrit des nouvelles, des romans, des poèmes ainsi que des scénarios.
Elle fait ses études secondaires au lycée Jean-Mermoz de Dakar, de la Sixième à la Terminale. Elle choisit la filière économique et sociale et en juin 2007, elle obtient son Baccalauréat. Pour ses études supérieures, Fama échoue au concours d'entrée à Sciences Po en France mais rejoint une université à Toulouse. Elle y entame une licence en Administration Économique et Sociale (AES). Un an plus tard, elle se tourne vers la géographie à l'Université Jean Jaurès, à Toulouse et obtient un diplôme de licence de Géographie et Aménagement du Territoire. Elle l'alliait avec des cours et stages de l'École Nationale Supérieure d'Audiovisuel (ENSAV) pour continuer la recherche dans le cinéma.
Elle retourne alors au Sénégal pour apprendre le cinéma. Elle suit des cours à distance avec Cinécours Québec qui est une école de cinéma située au Canada. Elle décroche une attestation de formation professionnelle en scénario de fiction. Sa deuxième école est Sup Imax (Institut Supérieur des Arts et Métiers du Numérique), un établissement d'audiovisuel situé à Dakar, au Sénégal. Pendant une année, elle apprend la partie technique du cinéma illustrée par la réalisation, la production, la post-production. L'étudiante décide ensuite de se former sur le terrain en participant directement aux tournages.
En 2015, elle participe au Festival Panafricain du Cinéma et de la Télévision de Ouagadougou (FESPACO). Son scénario de long métrage "Satché" qu'elle a travaillé en résidence d'écriture tunisienne avec Sud écriture (par Dora Bouchoucha et Lina Chabaane) est primé. Elle reçoit une formation aux techniques d'écriture de scénario par le critique et scénariste Français Jacques Fieschi. Elle suit aussi une formation dans une résidence d'écriture au Tchad.
Elle devient par la suite assistante réalisatrice. Elle travaille alors sur le court métrage d'Alassane Sy, intitulé Marabout. Ce dernier obtient le prix du meilleur court métrage au Festival International de Carthage 2016/2017. En outre, elle est assistante réalisatrice sur le plateau de White color Black, un long métrage réalisé par l'Anglo-nigérian Joseph Adesunloye, mais aussi pour la réalisatrice, productrice et actrice somalo-américaine Idil Ibrahim.
En dépit de son travail d'assistante réalisatrice dans plusieurs projets cinématographiques, elle écrit aussi des scénarios pour des longs et courts métrages de différents auteurs.
C'est en 2017 qu'elle fonde sa boîte de production audiovisuelle Khalee Bi Production dont l'objectif premier est de produire des œuvres cinématographiques. Ils entament alors une recherche de fonds de production en réalisant des vidéos institutionnelles. En guise d'illustration, la boîte travaille avec Batimat, une entreprise spécialisée dans les matériaux de construction et de décoration, mais aussi la Coopération Coréenne à Dakar. Avec Samsung, le couple réalise une série humoristique de 6 épisodes. En outre, ils s'adonnent à la création de concepts d'émissions télévisées et de télé-réalité.
Avec l'ONG RAES (Réseau Africain de l'Éducation, de la Santé et de la Citoyenneté), elle réalise la web-série Omerta à Ratanga. Cette dernière met en lumière le débat sur l'avortement non médicalisé que l'ONG développe dans une de ses campagnes. Cette œuvre, liée à la série C'est la Vie, est diffusé sur la chaîne Youtube de cette dernière.
Fama s'adonne encore à l'écriture de plusieurs types d'œuvres cinématographiques.

## Filmographie

### Court métrage
1ère Assistante Réalisatrice : Marabout, réalisé par Alassane Sy, 2016 
1ère Assistante (2nd Unit) : "White color black" , réalisé par Joseph Adesunloye, 2016 
1ère Assistante Réalisatrice : "Sega", réalisé par Idil Ibrahim, 2018 
Réalisatrice : Anonymes, fiction, 2020 

### Série
Réalisatrice : Omerta à Ratanga, série écrite par Roukiata Ouedrago et produite par l'ONG RAES.

## Festivals
2015 : Scénario de long métrage primé au FESPACO 2015.
2016 : Marabout primé au Journées cinématographiques de Carthage 2016, court métrage réalisé par Alassane Sy.
2021 :  Anonymes est en sélection officielle au FESPACO 2021.